# Erides
Erides (lat. Aerides), rod epifitnih i ponekad litofitnih trajnica iz porodice kaćunovki. Postoji dvaesetak vrsta raširenih po tropskoj Aziji, od Indije i zaspadnih Himalaja na istok do Kine i Filipina i Indonezije na jugu.
Rod je opisan 1790., a tipična je vrsta indijski endem A. maculosa

## Vrste
1. Aerides augustiana Rolfe
2. Aerides crassifolia C.S.P.Parish ex Burb.
3. Aerides crispa Lindl.
4. Aerides emericii Rchb.f.
5. Aerides falcata Lindl. & Paxton
6. Aerides houlletiana Rchb.f.
7. Aerides huttonii (Hook.f.) J.H.Veitch
8. Aerides inflexa Teijsm. & Binn.
9. Aerides × jansonii Rolfe
10. Aerides krabiensis Seidenf.
11. Aerides lawrenceae Rchb.f.
12. Aerides leeana Rchb.f.
13. Aerides macmorlandii B.S.Williams
14. Aerides maculosa Lindl.
15. Aerides magnifica Cootes & W.Suarez
16. Aerides migueldavidii Cootes, Cabactulan & Naive
17. Aerides multiflora Roxb.
18. Aerides odorata Lour.
19. Aerides orthocentra Hand.-Mazz.
20. Aerides quinquevulnera Lindl.
21. Aerides ringens (Lindl.) C.E.C.Fisch.
22. Aerides roebelenii Rchb.f.
23. Aerides rosea Lodd. ex Lindl. & Paxton
24. Aerides rubescens (Rolfe) Schltr.
25. Aerides savageana A.H.Kent
26. Aerides shibatiana Boxall ex Náves
27. Aerides sukauensis Shim
28. Aerides thibautiana Rchb.f.
29. Aerides timorana Miq.